# ギュンター・フィーツェン
ギュンター・フィーツェン(ドイツ語: Günther Viezenz、1921年2月1日 - 1999年1月14日)は、ドイツの軍人。最終階級は、ドイツ国防軍で大尉、ドイツ連邦軍で大佐。

## 経歴
第二次世界大戦時フィーツェンはドイツ陸軍第252歩兵師団第7擲弾兵連隊第10中隊に所属し、中隊長を務めた。そこで彼はパンツァーファウスト、梱包爆薬、手榴弾などを用いて敵戦車を単独で21両撃破している。この単独撃破記録はドイツ国防軍内で一位のものである。その功績から騎士鉄十字章を受章した。
戦後、1956年4月1日にドイツ連邦軍へ入隊し、1980年3月30日に大佐階級で退役した。ケルンにて没。

## 叙勲
- 歩兵突撃章
  - 歩兵突撃章銀章
- 戦車撃破章
  - 戦車撃破章銀章1回
  - 戦車撃破章金章4回
- 鉄十字章
  - 二級鉄十字勲章1939年章
  - 一級鉄十字勲章1939年章
- 騎士鉄十字章
  - 騎士鉄十字章 (1944年1月7日)[1]